# Halberstadt (huyện)
Halberstadt là một huyện cũ (Kreis) ở trung độ Sachsen-Anhalt, Đức. Các huyện giáp ranh (từ phía bắc theo chiều kim đồng hồ) là: Bördekreis, Quedlinburg, 
Wernigerode, Goslar, 
Wolfenbüttel, Helmstedt.
Ngày 1 tháng 7 năm 2007, huyện đã được sáp nhập với các huyện Quedlinburg và Wernigerode để lập huyện mới Harz.
Huyện này tọa lạc tại cuối phía bắc của dãy núi Harz.

## Huy hiệu
| Coat of arms | Huy hiệu của huyện giống như huy hiệu được sử dụng bởi Công quốc và giáo phận Halberstadt trước đây. |

## Thị xã và đô thị
| Thị xã         | Verwaltungsgemeinschaften | Đô thị tự do |
| -------------- | --- | ------------ |
| 1. Halberstadt | 1. Bode-Holtemme (bao gồm cả thị xã Schwanebeck và Wegeleben) 2. Harzvorland-Huy 3. Osterwieck-Fallstein (bao gồm cả thị xã Osterwieck) | 1. Huy       |